# Sympycnus basistylatus
Sympycnus basistylatus är en tvåvingeart som beskrevs av Octave Parent 1929. Sympycnus basistylatus ingår i släktet Sympycnus och familjen styltflugor. Inga underarter finns listade i Catalogue of Life.